# Балтай
Балтай — село в Саратовской области России, центр Балтайского района.

## Этимология
Поселение получило своё название по одноимённой реке Балтай. Гидроним же связан с башкирской родоплеменной группой балтай. Менее вероятные версии: происхождение от русского диалектического слова балта со значением «нижняя часть речной поймы», либо по аналогии с названием села Балтаси от личного тюркского имени Балта, что значит «топор». Также балтай связывали с тюрк. словом тай —  «речная долина».

## География
Село расположено в 125 км к северо-востоку от Саратова на реке Алай при впадении в неё реки Балтай.

## История
Село основано в 1696 году. На рубеже XVII—XVIII веков татары, чуваши, мордва основали много сел в северной части Саратовской губернии: чуваши — Неверкино; татары-Могилки Кунчерово; мордва — Сарайкино, Рязайкино и др. В первой половине XVIII веке пришел сюда с верховьев Волги крестьянин, по национальности мордвин-эрзя Осан Василько и положил начало основанию Осановки. В 1867 году в Осановке построена церковь. Шли в Поволжье и «свободные» охочие люди (государственные крестьяне), оставшиеся почему-либо без земли, беглые крепостные крестьяне, которые были окончательно закрепощены уложением в 1649 году.
Территория современного Балтая была заселена в XII—XIII веках татарами. Между Балтаем и мордовским селом Осановкой находили возвышенные насыпи или курганы. В начале XVIII в. эти места стали заселяться беглыми крестьянами—великороссами, но название села осталось татарское – Балтай (от татарского «балта», что в переводе на русский означает — топор).
В 1760 году в селе насчитывалось около 2000 душ. Но когда началась перепись, масса людей разбежалась, некоторых вернули их помещикам, не помнящих, чьи они — отдали в солдаты, в перепись попало не более 300 душ. В 1866 году в Балтае открылось первое мужское училище, в 1874 году — женская школа. К Советской власти в Балтае пришли мирным путём. В феврале 1918 года на собрании бедноты и батрачества избрали сельские и волостные комитеты, к концу 1918 года Советская власть установилась во всех селах. Преодолеть разруху в стране было сложным и трудным делом. К концу 1920 года сельское хозяйство производило лишь 50 % довоенной продукции, что ставило страну в очень тяжелое положение. В 1919 году в Балтае был создан прокатный пункт сельскохозяйственного инвентаря, а вскоре при нём образовалась ремонтная мастерская, крестьяне охотно пользовались инвентарем и мастерской. Коммуна себя не оправдала. Её члены в 1920 году добровольно разошлись, а вместо неё была организована сельскохозяйственная артель «Звезда» из 133 душ. В то же время был основан комитет крестьянской взаимопомощи Балтайской волости, который в год засухи закупил 4000 пудов хлеба и распределил его между особо нуждающимися жителями.
С 1928 года центр Балтайского района Вольского округа Нижне-Волжского края (с 1936 года в составе Саратовской области).

## Население
| 1939  | 1959  | 1970  | 1979  | 1989  | 2002  | 2010  |
| ----- | ----- | ----- | ----- | ----- | ----- | ----- |
| 2862  | ↘2512 | ↗2555 | ↗2890 | ↗3275 | ↗3989 | ↘3873 |
| 2021  |       |       |       |       |       |       |
| ↘3277 |       |       |       |       |       |       |

## Экономика
В селе расположено 3 сельскохозяйственных предприятия, швейная фабрика, 5 предприятий пищевой промышленности, 87 точек розничной торговли, 3 предприятия общественного питания, 6 предприятий бытового обслуживания.

## Средства массовой информации
В Балтае выходит газета «Родная земля» — официальный орган Балтайского муниципального района. У газеты есть свой сайт в сети Интернет — «Родная земля».

## Достопримечательности
Имеется церковь Покрова Божьей Матери (1998 г.).

## Известные уроженцы
- Красильников, Иван Павлович — Герой Советского Союза.
- Часовников, Павел Георгиевич — хирург